# Affäre Nabob
Affäre Nabob ist ein 1960 in Frankreich entstandener, französisch-deutscher Spielfilm mit O. E. Hasse, Sonja Ziemann, Paul Guers und Perrette Pradier in den Hauptrollen.

## Handlung
Serge alias Graf Fornari ist als Edelgauner bekannt und wird eines Tages von einem Unbekannten beauftragt, einen überaus wertvollen Edelstein zu stehlen, der als „Nabob“ bekannt ist. Den Namen hat er erhalten, weil sein Besitzer tatsächlich ein Nabob ist, ein Milliardär namens Démosthène. Getragen wird der von einem Medaillon eingefasste, millionenschwere Klunker von des Nabobs ständiger Begleitung, der hübschen, blonden Französin Jeanette. Die junge Frau hält es aber auch nicht eben mit der Ehrlichkeit und stiehlt eines Tages den „Nabob“ aus dem Safe ihres Gönners.
Serge heftet sich an ihre Fersen und verliebt sich daraufhin bald in Jeanette, die wie er mit einem Aliasnamen („Aménita“) arbeitet. Ihr Arbeitgeber entdeckt jedoch bald den Diebstahl und glaubt (zurecht), dass nur seine Geliebte das Schmuckstück entwendet haben kann. Als Jeanette aufzufliegen droht, gelingt es ihr, das in ein Taschentuch eingewickelte, kostbare Diebesgut während des Hotelballs in Serges Tasche zu schmuggeln und ist somit erst einmal außer Gefahr als der Nabob sie bittet, ihre Hände zu öffnen. Bald kommt es zu einer wilden Verfolgungsjagd mit den drei Protagonisten im Zentrum des Geschehens. Schließlich schaltet sich auch noch die Polizei ein, und der ermittelnde Kommissar der Kripo findet heraus, dass der Nabob selbst Serge den Auftrag gegeben hatte, sich um den eigenen Diamanten zu erleichtern.

## Produktionsnotizen
Affäre Nabob entstand in Frankreich und wurde am 16. November 1960 in Paris uraufgeführt. Die deutsche Premiere fand am 3. Februar 1961 statt, die österreichische bereits am 6. Januar desselben Jahres.
Georges Petitot entwarf die Filmbauten.

## Synchronisation
| Rolle                    | Darsteller       | Synchronsprecher |
| ------------------------ | ---------------- | ---------------- |
| Serge alias Graf Fornari | Paul Guers       | Horst Raspe      |
| Demosthène, der Nabob    | O. E. Hasse      | er selbst        |
| Milliardärin             | Sonja Ziemann    | sie selbst       |
| Kriminalkommissar        | Georges Alban    | Ernst Schlott    |
| Hoteldirektor            | Jean-Pierre Zola | Willy Friedrichs |

## Kritiken
Paimann’s Filmlisten resümierte: „Eine nicht unoriginelle Fabel, die bis auf launigen Kommentar wenig von Guitry hat, mit sicheren Interpreten … in zu reichlichen Großaufnahmen mit wenig Tempo inszeniert ist und … ob ihrer Unübersichtlichkeit nur für geistig agilere Zuschauer ganz amüsant sein mag.“

„Der leichtgewichtige Film – im Originalstoff dem Nachlaß von Sascha Guitry entstammend – ermüdet trotz passabler Darstellerleistungen durch spürbare Längen.“